# IC 771
IC 771 је спирална галаксија у сазвјежђу Дјевица која се налази на листи објеката дубоког неба у Индекс каталогу.
Деклинација објекта је + 13° 11' 4" а ректасцензија 12h 15m 13,1s. Привидна величина (магнитуда) објекта IC 771 износи 14,0 а фотографска магнитуда 14,7. IC 771 је још познат и под ознакама MCG 2-31-67, CGCG 69-105, VCC 142, KUG 1212+134, PGC 39176.